# Lethe europa
Lethe europa är en fjärilsart som beskrevs av Fabricius 1775. Lethe europa ingår i släktet Lethe och familjen praktfjärilar. Inga underarter finns listade i Catalogue of Life.

## Bildgalleri

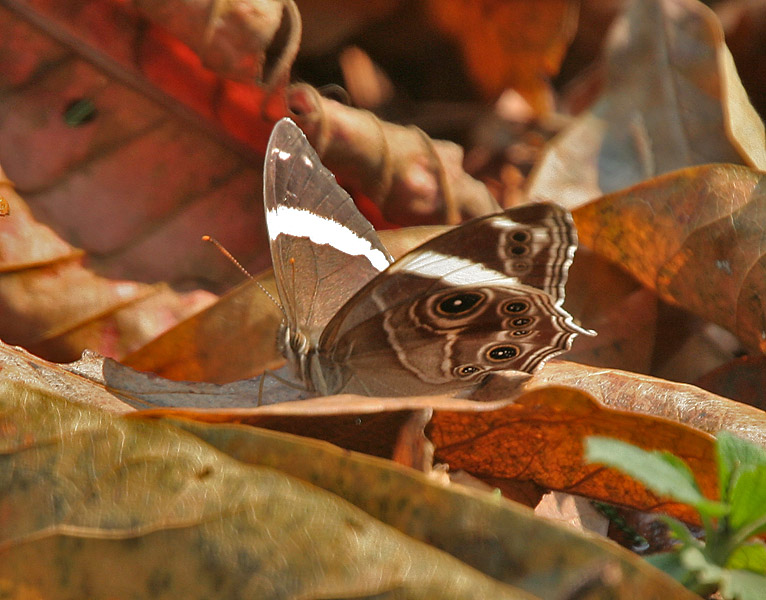
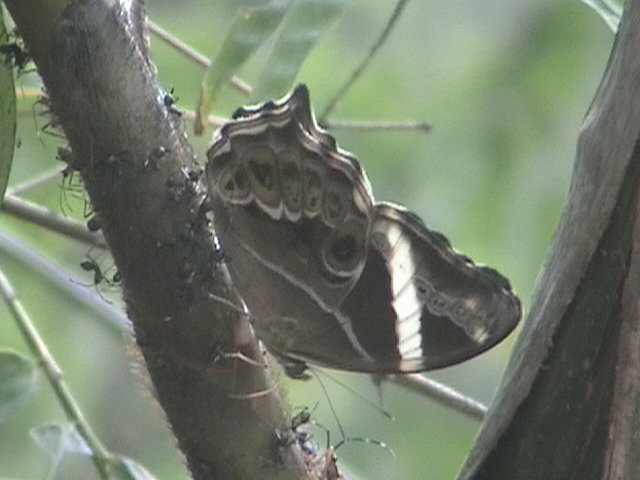
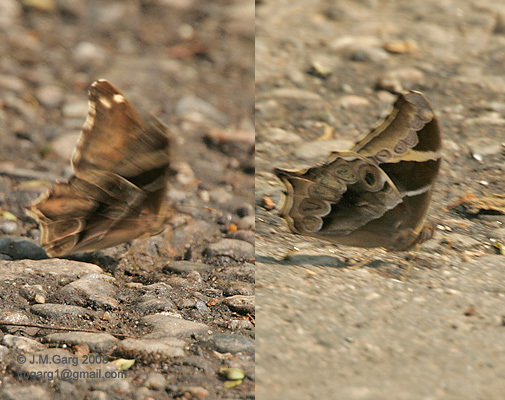
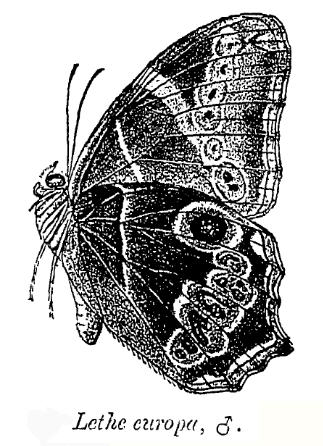
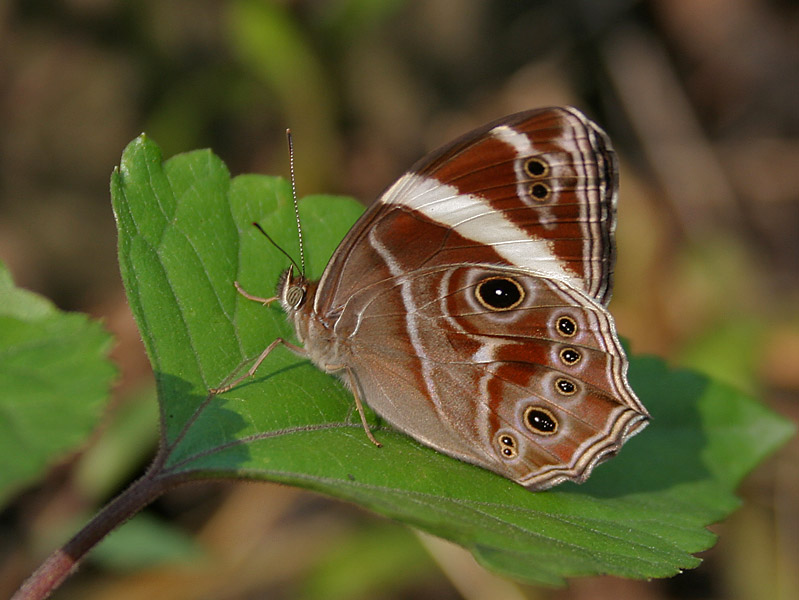
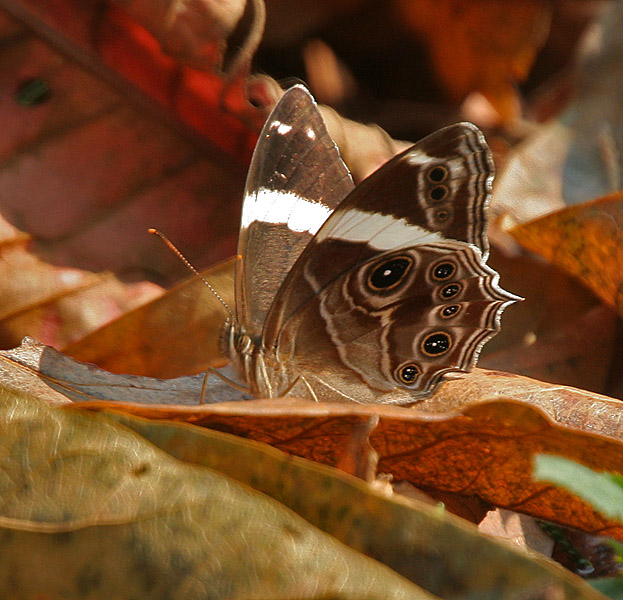